# 신 어인 해적단
신 어인 해적단(新魚人海賊団 신교진 카이조쿠단[*])은 일본 만화 및 애니메이션 《원피스》에 등장하는 해적단으로, 징베의 태양 해적단과는 이름은 비슷하지만 전혀 다르다. 호디 존스가 어인가의 어인 및 인어들을 모아 결성한 해적단. 넵튠이 이끄는 용궁 왕국을 붕괴시키려고, 반더 덱켄이 이끄는 플라잉 해적단과 동맹을 한다. 하지만 밀짚모자 해적단에 의해 반란 진압 후 호디 존스를 포함한 간부들은 용궁섬의 감옥에 투옥되고, 나머지는 어인섬의 일꾼으로 일하게 된다.

## 선장
호디 존스(백상아리 어인)

## 간부
이카로스 뭇히(イカロス・ムッヒ, Icaros Muhhi)
성우 : 히라이 케이지 / 신경선
대왕오징어 어인. 신 어인 해적단의 간부로 간부 중에서 키가 제일 크다. 끝 부분에 오징어가 달린 8개의 창을 주무기로 사용한다. 창 끝 부분에 붙은 오징어는 수분을 흡수하는 기능이 있다. 대왕오징어 친구인 다이달로스가 태양빛에 타 죽은 트라우마 때문에 불을 매우 무서워한다. 신 어인 해적단에서 가장 큰 몸집에 비해 불만 보면 자신이 '마른오징어'가 된다고 엄살을 부리는 개그캐릭터로 전락해버렸다. 프랑키에게 패한다. 마지막에 결국 노인이 되고 만다.
도슨(ドスン, Dosun)
성우 : 요시미즈 타카히로 / 이현
귀상어 어인. 신 어인 해적단의 간부. 머리가 망치처럼 생긴 귀상어 어인인 만큼 큰 장도리 망치를 주무기로 사용한다. ES 약발이 떨어지면 성격이 소극적으로 변한다. 토니토니 쵸파에게 패한다. 나중에는 호디 존스와 똑같이 노인이 된다.
달마[쿠키커터상어 어인]
성우 : 스가누마 히사요시 / 서반석
신 어인 해적단의 간부. 얼굴이 일본식 오뚜기 '다루마'를 닮았다. 다른 간부들에 비해 몸집이 가장 작지만 상어 어인답게 턱의 힘이 매우 강해서 돌벽을 깨물어 부술 정도이다. 우솝에게 패한다. 역시 감옥에서 노인이 된다.
제오(ゼオ, Zeo)
성우 : 아사누마 신타로 / 김민주
[수염상어 어인]. 신 어인 해적단의 간부로 자존심이 강해 자칭 '어인가의 귀족'. 카멜레온처럼 자신의 몸 무늬를 주변 환경과 똑같이 바꿀 수 있다. 긴 쇠사슬에 달은 추를 주무기로 사용한다. 투명상태가 된 후 자신의 부하들과 밀짚모자 해적단에게 밟히는 굴욕을 선사하는 모습을 보이고, 브룩에게 패한다. 용궁성 감옥에 갇히자 "나이를 일부러 먹었다"라고 말하는 노인이 된다.

## 전투원
하몬드[갯장어 어인]
성우 : 치바 잇신
신 어인 해적단의 전투원. 밀짚모자 해적단에게 신 어인 해적단으로 들어올 것을 제안했다가 거절당하자 밀짚모자 해적단을 공격했으나 놓치고 말았다. 많은 거대해수를 거느리고 다닌다. 니코 로빈에게 패한다.
효조(푸른점문어 인어)
성우 : 사카구치 테츠오
성우 : 이인석(애니원)
신 어인 해적단의 킬러. 어인섬 최고의 검사라 불리며, 두 손과 6개의 다리를 쓰는 8도류이다. 효조는 신 어인 해적단의 일원이지만 호디의 부하는 아니고, 돈으로 고용된 킬러이다. 술을 매우 좋아하며, ES를 술안주 삼아 과용한 탓에 호디 존스처럼 머리가 백발이 되고, 피부가 근육질이 되어 파워업한다. 마지막에는 맹독을 품은 검으로 롤로노아 조로를 공격하지만 결국에는 패한다. 호디 존스와 용궁성의 감옥에 갇혔을 때 역시 똑같이 노인이 되고 만다.
카사고바[볼락 어인]
신 어인 해적단의 선원.
가시복
성우 : 사쿠라이 토시하루
신 어인 해적단의 전투원. 성게옷 가시부대의 대장. 가시복 어인으로 추정된다.
누루(초롱아귀 어인)
신 어인 해적단의 전투원으로 같은 멤버 효조한테 팀킬 당한다.